# Thourotte
Thourotte is een gemeente in het noorden van Frankrijk. De rivier de Oise vormt voor een deel de grens van Thourotte. Het kanaal evenwijdig aan de Oise komt door Thourotte. Het is de zetel van kanton Thourotte. De gemeente telde 4.460 inwoners op 1 januari 2022.
Robert van Thorote, prins-bisschop van Luik in de 13e eeuw, kwam uit Thourotte, Thorote. De gemeente sloot zich in 1996 bij de communauté de communes des Deux Vallées aan, een vereniging van gemeenten in het noorden van Frankrijk.
Er ligt station Thourotte.

## Geografie
De oppervlakte van Thourotte bedroeg op 1 januari 2022 4,38 vierkante kilometer; de bevolkingsdichtheid was toen 1.018,3 inwoners per km².

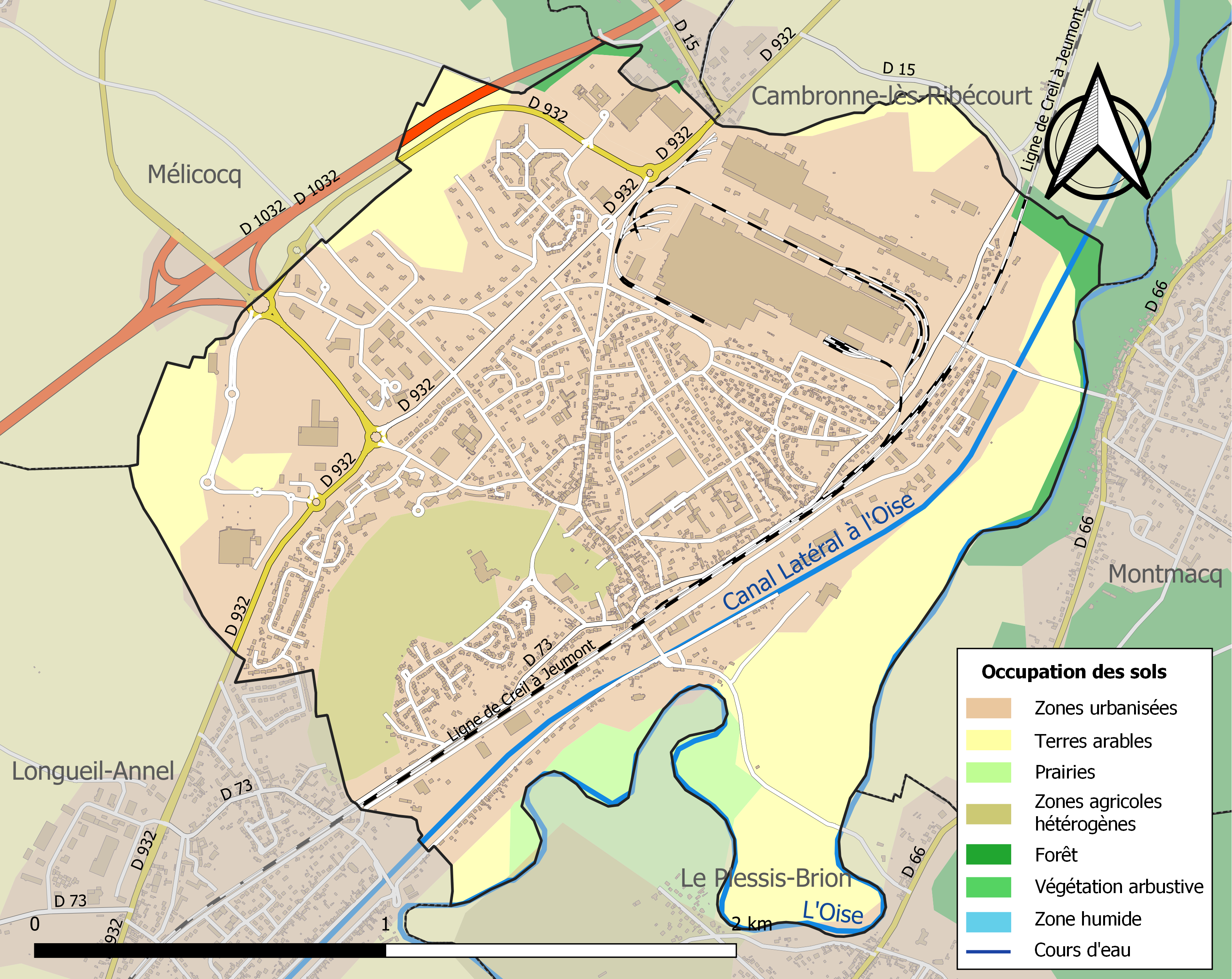
Kaart van de gemeente met belangrijkste infrastructuur, bodemgebruik en omliggende gemeenten

## Demografie
Onderstaande figuur toont het verloop van het inwonertal, bron: INSEE-tellingen. 

## Partnersteden
- Alter Do Chão
- Rimbach

## Websites
- (fr)  Statistische informatie op de website van INSEE